# Gruppo degli otto
Il Gruppo degli Otto è stato un gruppo di otto pittori non figurativi italiani: Afro Basaldella, Renato Birolli, Antonio Corpora, Mattia Moreni, Ennio Morlotti, Giuseppe Santomaso, Giulio Turcato, Emilio Vedova, raccolti attorno al critico Lionello Venturi, costituitosi nel 1952 e scioltosi nel 1954.
Tra la fine degli anni '40 e l'inizio del decennio successivo gli artisti citati hanno attorno ai quarant'anni, e provengono per la maggior parte dall'esperienza del Fronte nuovo delle arti, terminata nel 1950 con la spaccatura tra realisti ed astrattisti.
Dopo questo evento gli artisti non figurativi si trovarono, nell'Italia dell'epoca, in posizione minoritaria, impegnati a confrontarsi sia con la tradizione novecentista, che con le posizioni del realismo socialista. Gli anni successivi allo scioglimento del Fronte videro perciò varie forme di contatto e collaborazione fra gli artisti provenienti da quella esperienza e non allineati all'ortodossia estetica marxista.
Nel 1950 Birolli, Corpora, Moreni, Morlotti, Santomaso, Turcato e Vedova espongono assieme alla XXV Biennale di quell'anno come ala non figurativa del Fronte Nuovo. Finalmente, nel 1952, principalmente per iniziativa di Afro e Birolli, nasce la decisione di raccogliersi in un gruppo militante e si individua in Venturi il critico che poteva meglio presentarlo. Venturi, su richiesta di Corpora, accetta di scrivere una breve introduzione ad una pubblicazione che presentava gli Otto alla Biennale veneziana dello stesso anno.
Nel suo testo, Venturi scrive degli artisti che "essi non sono e non vogliono essere degli astrattisti; essi non sono e non vogliono essere dei realisti; si propongono di uscire da questa antinomia (.... Essi) adoperano quel linguaggio pittorico, che dipende dalla tradizione iniziatasi attorno al 1910 e comprendente l'esperienza dei cubisti, degli espressionisti e degli astrattisti". E poi: "Se nel loro arabesco l'immagine di una barca o di un qualsiasi altro oggetto della realtà può essere inclusa, non si privano dell'arricchimento che quell'oggetto può dare alla loro espressione. Se essi sentono il piacere di una materia preziosa, di un accordo lirico di colore, di un effetto di tono, non vi rinunziano. Non sono dei puritani in arte, come gli astrattisti: accettano l'ispirazione da qualsiasi occasione e non si sognano di negarla".
In questo modo Venturi riafferma la necessità di legare la cultura artistica italiana alla grande tradizione europea (e soprattutto francese), riprendendo le istanze già sostenute dal Fronte Nuovo. Nello stesso tempo, egli sottolinea la libertà dell'espressione artistica ed il primato della coerenza formale dell'opera d'arte rispetto ad ogni condizionamento ideologico, in un momento nel quale il dibattito tra realisti ed astrattisti è fortemente connotato da istanze ideologiche.
Venturi aveva già precisato la sua posizione teorica sull'astrazione definendo, in un articolo del 1950, la poetica dell'"astratto-concreto". Con questo termine egli indica una astrazione che non rifiuti il rapporto con la natura e l'interiorità dell'artista, differenziandosi in questo dall'astrattismo geometrico. D'altra parte, tuttavia, Venturi intende distinguersi anche dalla radicalità dell'art autre informale, rivendicando la necessità di un principio di controllo formale dell'artista sull'opera. È stato peraltro notato da molti, ed è ormai un dato accettato, che gli Otto non mostravano una grande omogeneità stilistica, e che non tutti rientravano appieno in un ambito "astratto-concreto".
Nei due anni successivi, gli Otto lavorano spesso assieme in varie mostre ed iniziative, in Italia ed all'estero. Nel 1954, il gruppo registra le uscite di Morlotti (che si avvicina ad Arcangeli ed ai suoi "Ultimi naturalisti"), poi di Vedova, ed infine si scioglie. I suoi componenti proseguono autonomamente la loro evoluzione artistica, che farà di ciascuno di essi dei protagonisti della pittura italiana del dopoguerra. 